# Sofia Oxenham
Sofia Oxenham, née en 1994 à Cork (Irlande), est une actrice irlandaise. Elle est notamment connue pour son rôle dans les séries télévisées Poldark et Extraordinary.

## Carrière
En 2023, elle tient l'un des rôles principaux de la série télévisée d'anticipation Extraordinary. Elle tient le rôle de Carrie, la colocataire de Jen, dont le pouvoir est de communiquer avec les morts.

## Filmographie

### Télévision
- 2019 : Grantchester : Lottie
- 2019 : Poldark : Tess Tregidden (8 épisodes)
- 2019 : Doc Martin : Ally
- 2020 : Dracula : Sam
- 2020 : Cursed : La Rebelle : Eydis (5 épisodes)
- 2020 : Soulmates (en) : Hannah
- 2023 : Extraordinary : Carrie (8 épisodes)